# Banga (maison)
Pour les articles homonymes, voir Banga.
Un banga est une petite maison aux murs peints et aux inscriptions colorées à l'orée des villages de Mayotte.
De manière abusive, le terme est aussi utilisé dans le langage courant pour désigner les cases en tôle des bidonvilles de Mayotte.

## Rite de passage
Construire un banga est un rite de passage. À la puberté, les garçons quittent leurs parents et se bâtissent une case en terre, sur une structure en bois et sous un toit de chaume de cocotier. Les matériaux sont fournis par la famille ou trouvés par soi-même (l'entraide, « musada », est primordiale dans ce processus). Après avoir été maçon, le jeune se fait peintre pour orner sa nouvelle case. Il cherche à surprendre et attirer une âme sœur dans une cabane enchantée. 
Cette tradition permet d'autre part de soulager la famille et de faire de la place dans la maison principale pour les prochaines naissances. 
À Mayotte, traditionnellement matriarcale, ce sont les femmes qui sont propriétaires des maisons, construites pour elles par la famille (aidée par la dot). Ainsi, le banga est une habitation temporaire pour les hommes (la seule dont ils seront l'unique propriétaire), en attendant de trouver une femme chez qui s'installer après s'être mariés. Les bangas étant des constructions fragiles car faites entièrement d'éléments naturels, ils demandent beaucoup d'entretien et renseignent donc facilement sur le savoir-faire, l'ardeur au travail et le sens de l'organisation du propriétaire. 
Cette tradition est aujourd'hui presque entièrement disparue à Mayotte, même si quelques passionnés comme l'entrepreneur Fayadhu Halidi tentent d'en faire perdurer la mémoire et le savoir-faire. 
- Bangas traditionnels d'adolescents
- Un banga à Mbouini (Kani-Kéli).
- Décoration d'un banga.
- Volets d'un banga.

Cependant, le terme banga est aussi utilisé de nos jours pour désigner les cabanes en tôle de récupération que l'on trouve en abondance dans les bidonvilles de Mayotte.
- Cases en tôle des bidonvilles modernes, 
 improprement appelées « bangas »
- À Mamoudzou.
- À Kawéni.

## Postérité
Le banga apparaît sur un timbre de Mayotte de 1997, puis en 2011 sur la pièce de 10 euros de Mayotte, dans la série des monuments, avec la mosquée de Tsingoni, un maki et un corail.